# The Kid (film 1916)
The Kid è un film muto del 1916 diretto da Wilfrid North.

## Produzione
Il film - girato a Los Angeles - fu prodotto dalla Vitagraph Company of America (come A Blue Ribbon Feature).

## Distribuzione
Il copyright del film, richiesto dal The Vitagraph Co. of America, fu registrato il 16 agosto 1916 con il numero LP8963.
Distribuito dalla V-L-S-E, il film uscì nelle sale cinematografiche statunitensi il 28 agosto 1916.